# Ausschweben

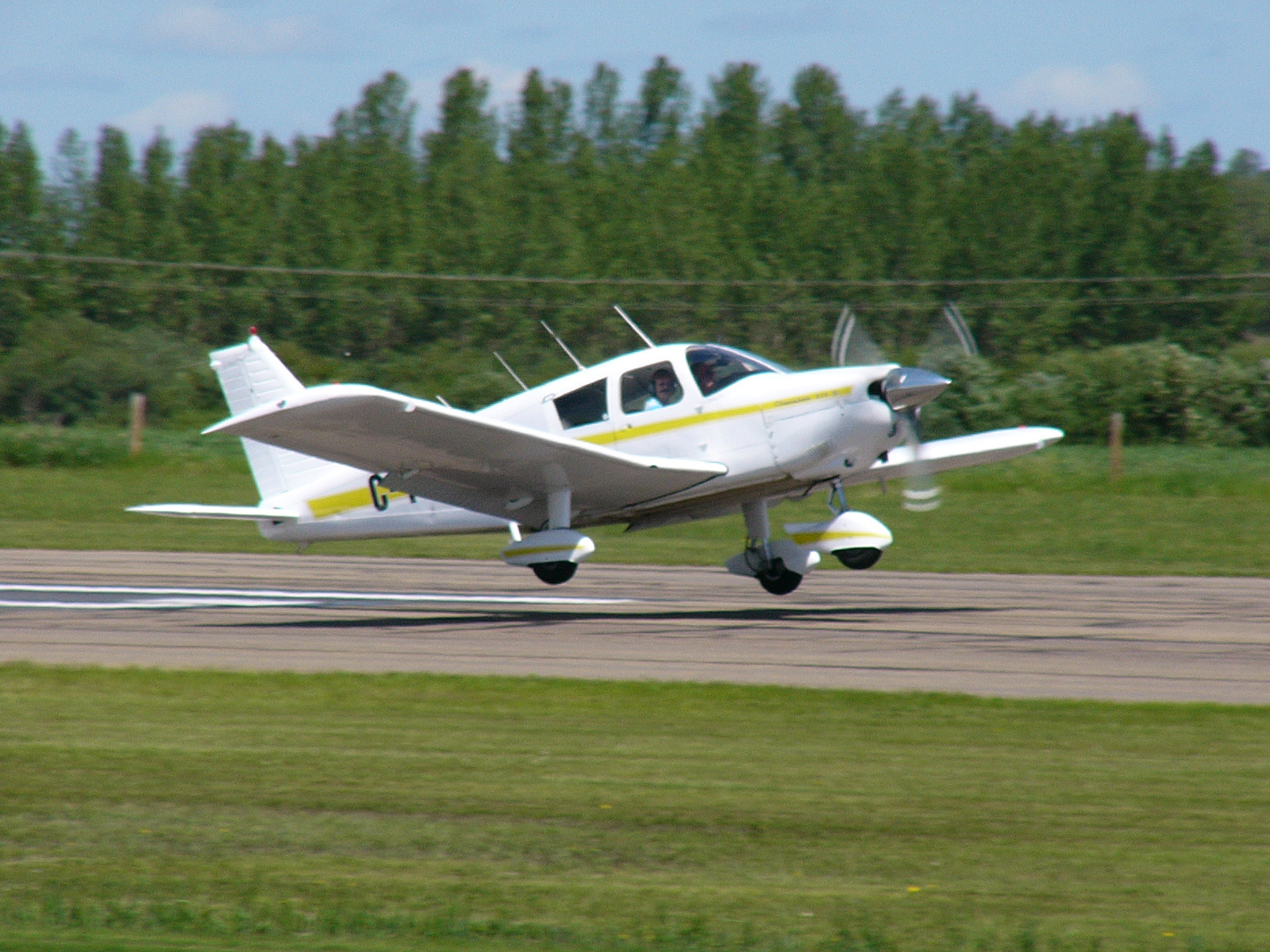
Leichtflugzeug Piper PA-28 beim Ausschweben

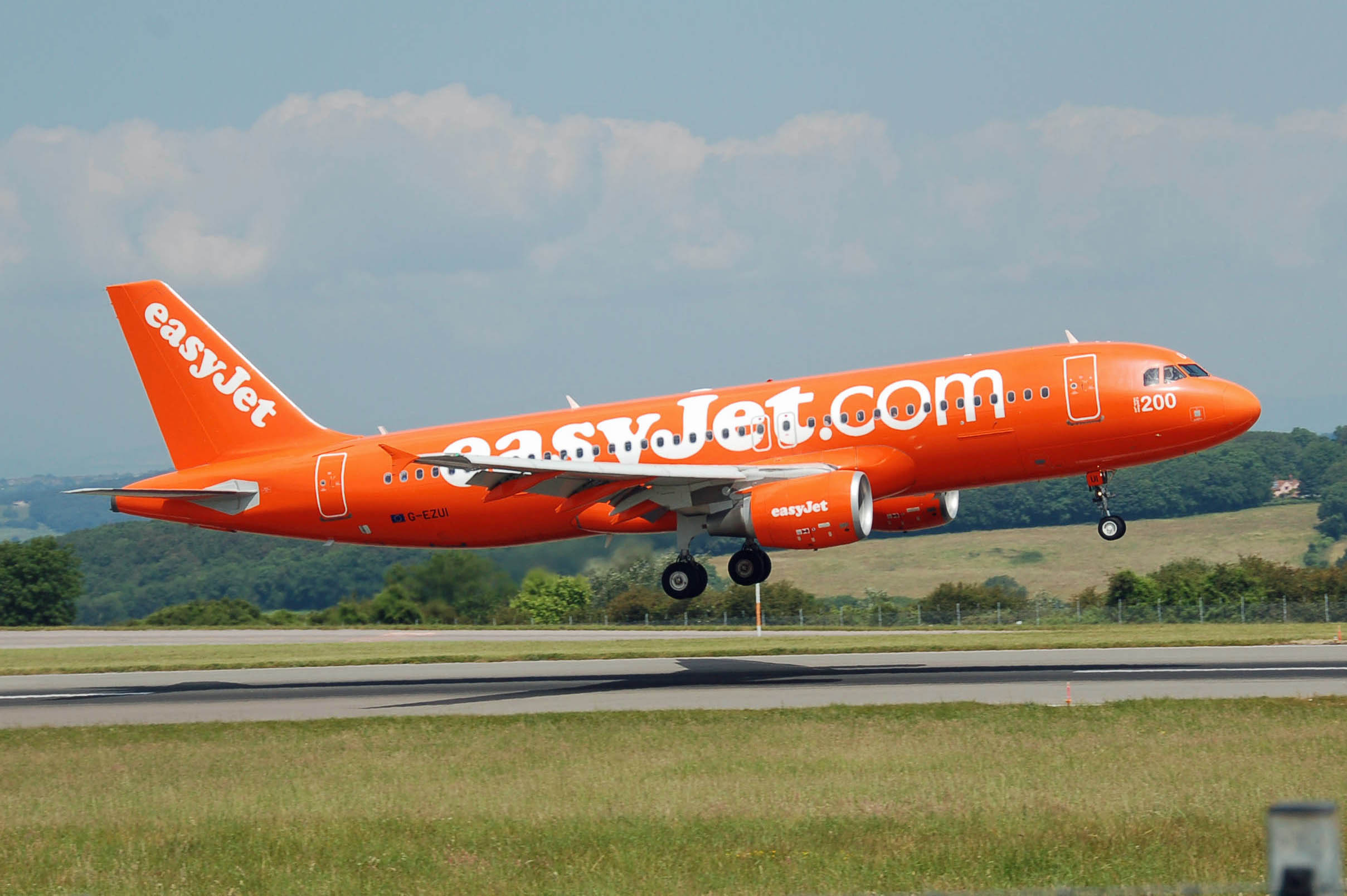
Airbus A320 beim Ausschweben

Das Ausschweben (englisch landing flare, kurz flare, auch flare-out) ist ein Flugmanöver, das ein Schritt bei der Landung eines Flugzeugs ist. Es liegt zwischen dem Abfangen (break) am Ende der Flugphase des Landeanflugs (Endanflug) und dem Aufsetzen (touchdown) auf der Landebahn.
Nachdem beim Abfangen der Übergang aus dem geraden Sinkflug bei Annäherung an den Boden mittels Abfangbogen beinahe ein Horizontalflug eingeleitet wurde (erhöhter Anstellwinkel, erhöhter Auftrieb, reduzierte Sinkgeschwindigkeit), wird beim Ausschweben der Anstellwinkel weiter erhöht (die Flugzeugnase nach oben gezogen) und gleichzeitig die Fluggeschwindigkeit reduziert, um das Sinken weiter zu verlangsamen und den richtigen Anstellwinkel für das Aufsetzen zu erreichen. Konventionelle mit Fahrwerken ausgerüstete Flugzeuge sind so konzipiert, dass auf allen Rädern gleichzeitig oder zuerst nur auf dem Hauptfahrwerk aufgesetzt wird. Das Ausschweben dauert in der Regel nur wenige Sekunden.
Bei Segelflugzeugen, die nur ein Rad im Rumpf haben, besteht das Ausschweben aus der Nivellierung des Flugzeugs durch langsames und gleichmäßiges Ziehen in einer Flughöhe von unter einem Meter, um die Fluggeschwindigkeit zu reduzieren (sogenanntes Aushungern). Um die Phase des Ausschwebens zu verkürzen, können auch die Luftbremsen gleichmäßig weiter ausgefahren werden, bevor gleichzeitig auf dem Hauptrad und Sporn aufgesetzt wird.
Ein Hubschrauber geht bei der Landung ins Ausschweben über, um sowohl die vertikale als auch horizontale Geschwindigkeit zu reduzieren und nahezu senkrecht zu landen.
Beim Fallschirmspringen wird das auftrieberzeugende Bremsen mit den Steuerleinen bei der Landung vor dem Bodenkontakt als Abfangen oder Flare bezeichnet und wird etwa drei bis fünf Meter über dem Boden ausgeführt.
Beim Gleitschirmfliegen sollte das Maneuver anders geflogen werden, da durch die geringere Geschwindigkeit ein Abfangen in dieser Höhe eine Gefahr des Strömungsabrisses birgt. In dieser Höhe sollte versucht werden, die Geschwindigkeit kurzzeitig zu erhöhen. Das eigentliche Aushungern dieser „Überfahrt“ sollte frühestens in 2 m Höhe beginnen. Bei optimalem Timing kann das bodenparallele Ausfliegen dieser Flugphase mit sehr geringem Bodenabstand erfolgen.